# Acarapindá
Strongylura timucu (Walb.), conhecido popularmente como peixe-agulha, agulha, acarapindá, carapiá, petimbuaba, timicu e timucu, é um peixe teleósteo da família Belonidae. Ocorre da Flórida ao litoral brasileiro. Tem um corpo alongado, daí o nome "agulha". A cabeça representa um terço do comprimento total do corpo, que varia entre sessenta centímetros e um metro, no indivíduo adulto. Costuma ser bastante pescado, embora sua carne seja considerada de qualidade inferior. 

## Etimologia
"Acarapindá" provém da língua tupi. "Carapiá" procede do tupi karapi'á, que significa "pedaço". "Petimbuaba" procede do tupi petimbu'ab, que significa "cachimbo". (também uma alusão ao seu formato alongado). "Timicu" e "timucu" procedem do tupi timbu'ku, que significa "nariz" (tim) "comprido" (puku).